# ماريو بالما
ماريو بالما مدرب كرة سلة برتغالي الجنسية، وكان قد ولد في غينيا البرتغالية (وهي الآن غينيا بيساو) يوم 27 يونيو 1950، يدرب المنتخب التونسي لكرة السلة.
1. 1 2  eurobasket.com (بالإنجليزية), QID:Q3060570